# シー・エミリー・プレイ
「シー・エミリー・プレイ」（See Emily Play）は、ピンク・フロイドが1967年に発表した2枚目のシングル。

## 解説
A面・B面ともに、作詞・作曲はシド・バレットによる。「シー・エミリー・プレイ」は、当初"Games for May"という仮タイトルが付けられていた。
ピンク・フロイドにとって初の全英トップ10入りを果たし、バンドはテレビ番組『トップ・オブ・ザ・ポップス』でも、この曲を演奏した。しかし、バンドはその後シングル・ヒットに恵まれず、1969年以降はシングルを発売しない方針に移ったため、1979年に「アナザー・ブリック・イン・ザ・ウォール」が全英1位を獲得するまで、ピンク・フロイドのシングルが全英チャートに入ることはなかった。
表題曲はオリジナル・アルバム未収録で、後に『ピンク・フロイドの道』（1971年）等のコンピレーション・アルバムに収録されたが、アメリカや日本では、ファースト・アルバム『夜明けの口笛吹き』の初回盤に収録された。B面「黒と緑のかかし」（原題：Scarecrow）は、『夜明けの口笛吹き』収録のものと同じヴァージョン。日本では本作がピンク・フロイドの第1弾シングルとして発売され、当時は「エミリーはプレイ・ガール」という日本語タイトルが付いていた。

## カヴァー
- デヴィッド・ボウイ - 『ピンナップス』（1973年）
- オール・アバウト・イヴ - 『キープセイクス〜ベスト・オブ・オール・アバウト・イヴ』（2006年、デモ録音）
- オリジナル・ラヴ - 『キングスロード』「エミリーはプレイガール」（訳詞：田島貴男）（2006年）
- マーサ・ウェインライト - 『アイ・ノウ・ユア・マリッジ・バット・アイヴ・ガット・フィーリング・トゥ』（2008年）